# Брошенная кукла
«Брошенная кукла» — картина французской художницы Сюзанны Валадон.
Сюзанна Валадон всегда была известна своими чуждыми условностям и противоречивыми картинами, главными героинями которых часто становились обнажённые женщины. «Брошенная кукла» является одним из двух парных портретов Марии Кола (фр. Marie Cola) с дочерью Жильбертой, племянницей Сюзанны Валадон.
Эта картина является прекрасным примером зрелого творчества Валадон: яркие цветные формы с тёмными контурами, странные, в чём-то неудобные позы, упрощённая и искажённая анатомия. Похожие черты можно встретить в работах Поля Гогена или Анри Матисса, однако Валадон отрицала их влияние и избегала всяких попыток классифицировать её собственный стиль.
Кроме прекрасного художественного исполнения, картина замечательна своей неоднозначностью. В центре картины — девушка с совсем ещё детской причёской и развитым женским телом, а перед ней лежит только что брошенная кукла. Невольно возникает вопрос, мать ли сидит рядом с ней на кровати и вытирает её тело полотенцем или хозяйка борделя. Юная девушка отвернулась и внимательно разглядывает себя в маленькое ручное зеркальце. Сидит она на двуспальной кровати. Остаётся неясным, то ли женщина помогает ей преодолеть проблемы переходного возраста, то ли её готовят для дефлорации. Видно, что действие происходит в очень маленькой комнате, в которой нагота смотрится совершенно неуместно. Женщина полностью одета, а девочка раздета. Сюзанна Валадон не даёт ни одной подсказки, позволяющей понять смысл сюжета картины.
У куклы точно такая же причёска с большим бантом в волосах, что и у девочки, и у обеих ноги плотно сжаты. Но кукла лежит покинутая, символизируя уход из детства. Зрителю остаётся лишь гадать, какая судьба ждёт эту юную девушку, поглощённую разглядыванием самой себя и не представляющую всех козней, которые готовит ей мир взрослых.